# Samuel Homfray
Samuel Homfray (1762 - 22 mai 1822) est un industriel anglais pendant la révolution industrielle en Grande-Bretagne, associé au début de l'industrie du fer dans le sud du Pays de Galles. 

## Biographie
Il est le fils d'un maître de forge réputé, Francis Homfray, et le frère de Jeremiah Homfray (en) et de Thomas Homfray. Ses frères aînés sont Jeston, Francis, Jeremiah et Thomas. 
Avec ses deux frères, Jeremiah et Thomas, il prend en charge la fonderie de canons d’Anthony Bacon à Cyfarthfa, avant de commencer à gérer la forge de Penydarren dans les années 1780. En 1784, après un procès  ils cèdent le bail de la fonderie à Anthony Bacon (avec qui ils se sont disputés), qui la réaffecte à David Tanner et s’installent à l’emplacement où ils ont installé leur fonderie sur les rives du La rivière Morlais et construit la maison Penydarren sur la rive opposée. Après des années de concurrence féroce avec les forges de Dowlais et de Cyfarthfa, celles-ci commencent à prospérer. Samuel prend en charge les travaux de Penydarren, tandis que Jeremiah déménage à Ebbw Vale. 
Samuel est l'un des principaux promoteurs du canal de Glamorgan, qui ouvre en 1795 et coûte 103 000 £, dont il souscrit 40 000 £ et qui permet de transporter du fer lourd vers les quais de Cardiff. En 1804, Samuel remporte un pari de 1000 guinées avec Richard Crawshay sur la question de savoir lequel d'entre eux pourrait d'abord construire une locomotive à vapeur pour ses travaux. Homfray emploie Richard Trevithick à cette fin et sa locomotive remporte le pari, transportant cinq wagons transportant dix tonnes de fer et soixante-dix hommes à une vitesse de cinq milles à l'heure. 
En 1800, Samuel épouse Jane Morgan, fille de Charles Morgan (1er baronnet) de Tredegar House, et obtient ainsi un bail avantageux pour un terrain minier à Tredegar, où il crée la fonderie de Tredegar. En 1813, il est nommé haut-shérif du Monmouthshire et, en 1818, devient député de l'arrondissement de Stafford . 

## Famille
Samuel et Jane Homfray ont deux fils, Watkin Homfray (1796-1837) et Samuel Homfray le jeune (1795-1883) se lancent dans le commerce du fer et deux filles, Amelia qui épouse William Thompson (1793–1854), propriétaire d'une usine de sidérurgie et Mary, la fille cadette, qui épouse George Darby, député de East Sussex, et a une famille de quatre fils et huit filles . 